# Dave Bailey
Samuel David "Dave" Bailey (født 22. februar 1926 i Virginia USA, død 28. december 2023) var en amerikansk jazztrommeslager.
Bailey har spillet med Charles Mingus, Gerry Mulligan, Horace Silver, Art Farmer, Ben Webster og Clark Terry.